# Verpa conica
Verpa conica, é uma espécie de fungo da família Morchellaceae. Por vezes confundido com espécies do género Morchella, carateriza-se por ter um chapéu que se assemelha a um dedal ligado apenas ao topo do estipe.

## Descrição
Os corpos frutíferos têm um chapéu liso em forma de sino ou cónicos, e com 1,5 a cm de largura; está unido apenas ao topo do estipe, e a orla do chapéu é livre - pendurada como uma saia. A face inferior do chapéu tem cor que vai de tons de camurça ao castanho escuro. O estipe, medindo  a 5 a 11 cm de comprimento e 1 a 1,5 cm de espessura, é branco e mais estreito no ápice do que na base; a sua superfície é lisa ou ligeiramente aveludada. É geralmente oco, embora nos espécimes jovens possa estar preenchido com uma hifa com aspecto algodoado. A trama é fina e frágil, e o chapéu é facilmente separado do estipe.
Arora nota que por vezes pode ser encontrada uma variedade com o chapéu enrugado, assemelhando-se um pouco com um Gyromitra.

### Caraterísticas microscópicas
Os esporos são elípticos, lisos, hialinos, com dimensões 28–34 por 15–19 µm. Os ascos têm dimensões típicas 500–550 por 21–27 µm, e oito esporos. As paráfises são em forma de bastão, ramificadas e septadas.

## Distribuição e habitat
Os indivíduos desta espécie crescem sozinhos, espalhados, ou em grupos no solo em florestas de madeira dura ou de coníferas, frequentemente em vales fluviais, ou ao longo das margens de cursos de água. Frutifica frequentemente no final da primavera, geralmente próximo da época de Morchella. Está relatada a sua frutificação abundante no chaparral do sul da Califórnia.

## Comestibilidade
Embora alguns autores digam que este cogumelo é comestível, outros avisam que pode causar desconforto gastrointestinal. Pode ser confundido com a espécie Verpa bohemica, cujo consumo não é recomendado.